# María Teresa Molares
María Teresa Molares Mora (Alicante, 1942) es una política retirada, activista pro saharauis, investigadora y profesora universitaria. Fue presidenta del “Club de los Amigos de la  Unesco” de Alicante, referente de la oposición al franquismo, en su última etapa.

## Biografía
Licenciada en Filosofía y Letras en la especialidad de Filosofía pura, doctora en sociología,  fue profesora de enseñanza secundaria en el bachillerato español para emigrados españoles en la ciudad de Essen (Alemania), en el instituto de educación secundaria Jorge Juan (Alicante) y fue Jefa de estudios en el IES Miguel Hernández, también de esa ciudad.
En 1985 participó en la convocatoria para la provisión de la plaza de responsable del Curso de Formación del Profesorado de Enseñanzas Medias del Instituto de Ciencias de Educación de la Universidad de Alicante, fue admitida. Formó parte del primer departamento de Sociología. En 1990, previa oposición, accedió a la plaza de profesora titular de Sociología en dicho Departamento.  En 2005 consiguió la condición de doctora con su investigación sobre el suelo rústico de Alicante "la evolución de la propiedad rústica de Alicante entre 1950-2000"
Participó en el Movimiento de PNNs (profesores no numerarios) y en la Platajunta (sector de enseñanza), se afilió al Sindicato de Trabajadores de la Enseñanza de Alicante, STE en el momento de su fundación. Fue socia del Club de Amigos de la UNESCO de Alicante que presidió en su última etapa. La militancia política comenzó en Izquierda Unida de la que fue cofundadora en Alicante Esquerra Unida del País Valencià y candidata a la alcaldía del Ayuntamiento de Alicante en las elecciones municipales, en 1987 y 1991, resultando elegida concejala y portavoz de su grupo. Durante esta etapa municipal colaboró en la creación de la Asociación de Amigos del Sáhara y del programa de vacaciones de los niños y niñas saharauis en España. fue especialmente impulsora de la participación ciudadana para lo que promovió la aprobación del reglamento de Participación ciudadana, no consiguió en cambio, que se redactaran los Presupuestos municipales por programas que ayudaran a conseguir la participación ciudadana en los aspectos de ingresos y gastos. Consiguió al menos, que las vecinas y vecinos pudieran intervenir ante las reuniones plenarias, si bien la interrupción de la sesión, convertía esas intervenciones en un mero monólogo vecinal, lo que no ha cambiado todavía (2025). Consiguió detener la intervención urbana en el Tossal de Manises sobre el que se diseñó y aprobó el Plan Parcial Castillo de Ansaldo que se proponía sobre las propias ruinas salvadas en los años 50 por la arqueóloga sueca Solveig Nordstrom. Consiguió la intervención de la Dirección Genral de Patrimonio de la Generalitat Valenciana que incoó el expediente de BIC (bien de interés cultural) y obligó al Ayuntamiento a deslindar la parcela sobre la que hoy se asienta el museo Lucentum. 
En 1990 fue elegida miembro de la Dirección Colegiada de Izquierda Unida y profesora titular de la Universidad de Alicante para el Departamento de Sociología, y además fue responsable de la formación del profesorado de enseñanzas medias en el Instituto de Ciencias de la Educación (ICE) de la citada universidad.
En el año 2000 abandonó el alto comité de Izquierda Unida centrándose en su labor docente e investigadora. 
En 2005 presentó su tesis doctoral titulada “La evolución de la propiedad rústica en Alicante entre 1950 y 1980. Una aproximación interdisciplinar.” dirigida por los doctores Benjamín Oltra y Fco. Moreno Sáez, donde investiga acerca de la expansión de la ciudad de Alicante hacia la Playa de San Juan y la relaciona con intereses económicos durante el franquismo.
En 2017 el Servicio de Publicaciones de la Universidad de Alicante publicó su libro "Subrayado en rojo" que recoge todos sus artículos publicados desde 1986. Introduce cada uno de ellos con la explicación de la situación de cada tema en el momento de su publicación.
Continúa trabajando en espacios políticos y sociales. Ha seguido el Movimiento 15M desde su nacimiento, la evolución del movimientos asociativo en Alicante, y mantiene su activismo en favor del referéndum para la autodeterminación del pueblo saharaui en cumplimiento del mandato de Naciones Unidas para los procesos de descolonización.